# Martin Herkules Rettinger von Wiespach
Martin Herkules Rettinger von Wiespach († 21. Februar 1570) war Bischof von Lavant.
Martin Herkules Rettinger von Wiespach war Domherr von Augsburg und Brixen und war einer der engsten Mitarbeiter des Augsburger Bischofs Otto Truchseß von Waldburg, in dessen Auftrag er 1555 am Augsburger Reichstag teilnahm.
Am 1. März 1556 wurde er durch den Salzburger Erzbischof Michael von Kuenburg zum Bischof von Lavant ernannt, mit päpstlicher Dispens durfte er sein Brixner Kanonikat beibehalten, während er das Augsburger aufgeben musste. Aufgrund seiner theologischen Kenntnisse entsandte ihn der Salzburger Erzbischof 1557 zum Wormser Religionsgespräch, 1561 ernannte ihn Kaiser Ferdinand I. zum kaiserlichen Rat und bestätigte die Privilegien seines Bistums.
Als angesehener Theologe nahm Rettinger an der Schlussphase des Trienter Konzils teil, wo er 1563 über Missbräuche bei der Feier der Messe sprach. Am 4. Dezember 1563 unterzeichnete er die Schlussdokumente des Konzils.
Bischof Rettinger starb am 21. Februar 1570 in St. Andrä und wurde dort in der Domkirche (heute Stiftskirche) beigesetzt.